# Robert Martin (remero)
Robert Doud Martin –conocido como Bob Martin– (Tacoma, 19 de junio de 1925-Gig Harbor, 18 de octubre de 2012) fue un deportista estadounidense que compitió en remo. Participó en los Juegos Olímpicos de Londres 1948, obteniendo una medalla de oro en la prueba de cuatro con timonel.

## Palmarés internacional
| Juegos Olímpicos | Juegos Olímpicos      | Juegos Olímpicos | Juegos Olímpicos   |
| Año              | Lugar                 | Medalla          | Prueba             |
| ---------------- | --------------------- | ---------------- | ------------------ |
| 1948             | Londres (Reino Unido) | Medalla de oro   | Cuatro con timonel |